# Anna Prucnal
Anna Magdalena Prucnal-Michaud (ur. 1 stycznia 1940 w Warszawie) – polska aktorka i piosenkarka, mieszkająca we Francji. W Polsce pamiętana głównie z roli Krysi Kowalskiej w komedii Leonarda Buczkowskiego Smarkula, jedyna polska aktorka występująca u Federico Felliniego.

## Życiorys
Córka Jana i Wiktorii. Ukończyła warszawską Akademię Muzyczną. Studiowała w berlińskiej Komische Oper u reżysera Waltera Felsensteina. W latach 60. XX w. była solistką Teatru Wielkiego w Warszawie, występowała także w kabaretach: STS, Pod Egidą i Dudek. Zagrała w bułgarskim filmie Słońce i cień oraz w kilku filmach produkcji NRD, gdzie cieszyła się popularnością jako aktorka filmowa i piosenkarka.
W grudniu 1970 wyemigrowała do Francji, gdzie zamieszkała. We Francji Anna Prucnal jest znana jako pieśniarka i aktorka teatralna i filmowa. Jest jedyną polską aktorką, która zagrała w filmie Federico Felliniego (w Mieście kobiet, 1980). Koncertowała m.in. w paryskiej Olympii (1981) i Theatre de la Ville (1979), w Kanadzie, Belgii i Japonii; wielokrotnie występowała na festiwalu w Awinionie, grała także w spektaklach operowych (dzieła Weilla, Poulenca, Claude'a Prey). Śpiewa piosenki w kilku językach: francuskim, niemieckim, polskim, rosyjskim i włoskim (pisał dla niej m.in. Georges Moustaki) do tekstów m.in. Aleksandra Wertyńskiego, Władimira Majakowskiego, Bułata Okudżawy i żydowskie.
W 1974 zagrała Annę Planetę, wyuzdaną proletariuszkę w awangardowym francusko-niemiecko-kanadyjskim filmie Sweet movie jugosłowiańskiego reżysera Dušana Makavejeva. W PRL uznano film za pornograficzny i antykomunistyczny, skutkiem czego ustanowiono zapis cenzorski na nazwisko Anny Prucnal. Zalecenia cenzorskie dotyczące aktorki zanotował Tomasz Strzyżewski, który w swojej książce o peerelowskiej cenzurze opublikował notkę informacyjną z 17 sierpnia 1974 Głównego Urzędu Kontroli Prasy, Publikacji i Widowisk. Wytyczne dla cenzorów głosiły:

„Aż do odwołania nie należy dopuszczać do publikacji żadnych materiałów o aktorce Annie Prucnal (reklamujących lub przypominających osobę aktorki, jak również prezentujących jej osiągnięcia i sukcesy artystyczne za granicą)”.

 Dodatkowo władze komunistyczne odebrały jej polski paszport.
W 1989, po kilkunastu latach nieobecności, przyjechała do Polski, towarzysząc prezydentowi Francji François Mitterrandowi w jego oficjalnej wizycie państwowej. Dała wtedy koncert na placu Zamkowym w Warszawie.
27 kwietnia 2010 wystąpiła z recitalem w warszawskim Och-Teatrze przy ul. Grójeckiej.

## Życie prywatne
Od kwietnia 1962 była żoną Andrzeja Jareckiego. Małżeństwo zakończyło się rozwodem. Drugim mężem został pisarz i reżyser Jean Mailland. Ma syna Piotra, reżysera, i wnuczkę Alicję.

## Filmografia
| Rok  | Tytuł                                         | Rola                                       | Uwagi                                                       |
| ---- | --------------------------------------------- | ------------------------------------------ | ----------------------------------------------------------- |
| 1961 | Pierwsza balowa sukienka                      | (rola nieznana)                            | film dokumentalny, reżyseria: Włodzimierz Borowik           |
| 1961 | Bezkrólewie                                   | (rola nieznana)                            | film edukacyjny, reżyseria: Włodzimierz Borowik             |
| 1962 | Slnceto a sjankata                            | dziewczyna                                 | film melodramatyczny, reżyseria: Rangel Vulchanow           |
| 1963 | Smarkula                                      | Krysia Kowalska                            | film komediowy, reżyseria: Leonard Buczkowski               |
| 1963 | Przygoda noworoczna                           | Krystyna                                   | film obyczajowy, reżyseria: Stanisław Wohl                  |
| 1964 | Der fliegende Holländer                       | Senta                                      | film muzyczny (opera), reżyseria: Joachim Herz              |
| 1966 | Reise ins ehebett                             | Eva                                        | film obyczajowy, reżyseria: Joachim Hasler                  |
| 1968 | Wege übers Land                               | Steffa                                     | serial telewizyjny, reżyseria: Martin Eckermann             |
| 1968 | Przekładaniec                                 | żona-bratowa Foxa                          | film science fiction, reżyseria: Andrzej Wajda              |
| 1969 | Nowy                                          | sekretarka OM-1 wydająca mydło Sochockiemu | film komediowy, reżyseria: Jerzy Ziarnik                    |
| 1970 | Jede Stunde, Deines Lebens                    | Hanka                                      | film obyczajowy                                             |
| 1970 | Dame Kebold                                   | (rola nieznana)                            | film kostiumowy                                             |
| 1970 | Unterwegs zu Lenin                            | telefonistka                               | film obyczajowy, reżyseria: Günter Reisch                   |
| 1970 | Resistance                                    | (rola nieznana)                            | film obyczajowy                                             |
| 1972 | Helle                                         | (rola nieznana)                            | film dramatyczny, reżyseria: Roger Vadim                    |
| 1974 | Sweet movie                                   | Anna Planeta                               | film komediowo-dramatyczny, reżyseria: Dušan Makavejev      |
| 1976 | Nick Verlaine ou Comment voler la Tour Eiffel | Helene                                     | serial telewizyjny, reżyseria: Claude Boissol               |
| 1977 | Dracula pere et fils                          | (rola nieznana)                            | film grozy, reżyseria: Edouard Molinaro                     |
| 1977 | Mais ou et donc Ornicar                       | Agnes                                      | film dramatyczny, reżyseria: Bertrand Van Effenterre        |
| 1978 | Le Dossier 51                                 | Sarah Robski                               | film kryminalny, reżyseria: Jean Schwarz                    |
| 1979 | Bastien, Bastienne                            | Suzanne                                    | film dramatyczny, reżyseria: Michel Andrieu                 |
| 1980 | Miasto kobiet                                 | Elena                                      | film komediowo-dramatyczny, reżyseria: Federico Fellini     |
| 1980 | Guerre en pays neutre                         | Anna                                       | serial telewizyjny, reżyseria: François Bréant              |
| 1980 | Neige                                         | Wanda Valles                               | film dramatyczny, reżyseria: Jean-Henri Roger, Juliet Berto |
| 1981 | Guerre en pays neutre                         | (rola nieznana)                            | serial telewizyjny, reżyseria: Philippe Lefebvre            |
| 1982 | L' Ogre de barbarie                           | Halinka                                    | film obyczajowy, reżyseria: Pierre Matteuzzi                |
| 1984 | L' Homme qui aimait deux femmes               | Julie                                      | film obyczajowy, reżyseria: Philippe Defrance               |
| 1989 | Un Amour tardif                               | (rola nieznana)                            | film obyczajowy, reżyseria: Patrick Jamain                  |
| 1991 | Obywatel świata                               | piosenkarka                                | film obyczajowy, reżyseria: Roland Rowiński                 |
| 1993 | Lepiej być piękną i bogatą                    | żona mecenasa                              | film komediowy, reżyseria: Filip Bajon                      |
| 1993 | Au port de la lune                            | (rola nieznana)                            | film krótkometrażowy, reżyseria: Wilfrid Sempé              |
| 1994 | Wrony                                         | nauczycielka wf-u                          | film psychologiczny, reżyseria: Dorota Kędzierzawska        |
| 1997 | C'est la tangente que je préfere              | blondynka                                  | film obyczajowy, reżyseria: Charlotte Silvera               |
| 2001 | Le Stade de Wimbledon                         | blondyna                                   | film dramatyczny, reżyseria: Mathieu Amalric                |
| 2005 | Slogans pour 343 actrices                     | kobieta                                    | film obyczajowy, reżyseria: Alain Cavalier                  |
| 2007 | Au Pays de Miracles                           | ona sama                                   | film dokumentalny, reżyseria: Pierre Michaud                |

## Roleteatralne
- 1971 Le Petit Mahagonny
- 1971 La Vie parisienne
- 1972 Les Sept péchés capitaux
- 1972 Donna Mobil
- 1973 Le Creux de la vague
- 1973 Les Quatre jumelles
- 1974 Ubu à l'opéra
- 1975 A.A. Les théâtres d'Adamov
- 1975 Folies bourgeoises
- 1975 L'Homme occis
- 1975 Les Nuits de Paris
- 1976 La Grand-mère française
- 1977 Jacques ou la soumission
- 1977 Travail à domicile
- 1978 Remagen
- 1978 Kabaret
- 1984 La Belle Hélène
- 1984 La Voix humaine
- 1986 Ghetto
- 1987 Enchaînés
- 1988 Réveille-toi Philadelphie
- 1990 L'Opéra de quat'sous
- 1991 La Chambre
- 1992 Monsieur Brecht
- 1993 La Voix humaine
- 1994 Les Lendemains qui chantent faux
- 1996 Gernika 1937, une revue lyrique
- 1999 Le Cirque de Giuseppe
- 2000 Le Chant du cygne et autres histoires
- 2002 L'Etranger de la ville
- 2003 Le Mal rouge et or
- 2004 Anna Prucnal dit Jean Cocteau
- 2005 Les Monologues du vagin

## Dyskografia
- 1967 Letkiss-Boy
- 1967 Träume sind so wunderschön
- 1979 Félicité
- 1979 L'Été
- 1980 Théâtre de la ville
- 1981 Avec Amour
- 1982 Loin de Pologne
- 1984 L'âge de cœur
- 1987 Rêve d'ouest, rêve d'est
- 1987 Ivre vive - Luna moon
- 1988 Concert 88
- 1993 Monsieur Brecht
- 1993 C'était à Babelsberg
- 1995 Dédicaces
- 1995 L'intégrale
- 1996 Rêve d'Ouest - Rêve d'Est
- 1998 Anna Prucnal chante Vertynski
- 1999 Les années fatales
- 2001 Le Cirque de Giuseppe
- 2002 Je vous aime
- 2006 Monsieur Brecht
- 2006 Rêve d'ouest - Rêve d'est

## Publikacjeksiążkowe
- 2002 Ja, urodzona w Warszawie (Moi qui suis née à Varsovie) (w Polsce ukazała się w 2005 roku)